# Aglaia sexipetala
Aglaia sexipetala är en tvåhjärtbladig växtart som beskrevs av William Griffiths. Aglaia sexipetala ingår i släktet Aglaia och familjen Meliaceae. Inga underarter finns listade i Catalogue of Life.